# 1999-es izmiti földrengés
Az 1999-es izmiti földrengés Törökország történetének egyik legsúlyosabb földrengése volt, mely augusztus 17-én, helyi idő szerint 3:01-kor következett be, a Richter-skála szerint 7,6-es erősségű volt és 37 másodpercig tartott.

## Helyszíne
A földrengés Törökország Kocaeli tartományában következett be, epicentruma İzmit városától 11 km-re délkeletre volt található, az észak-anatóliai-törésvonal mentén. A rengés következtében mintegy 60 km hosszú árok keletkezett,  Isztambul és Sakarya tartomány egyes részein is komoly károk keletkeztek, a földrengést Ankarában, Moldova, Oroszország és Ukrajna egyes részein is érezni lehetett.

## Károk és áldozatok
Az erős földrengés következtében a rosszul felépített gecekondu-lakóházak kártyavárként dőltek össze, a hivatalos adatok szerint mintegy 17 000 ember halálát okozva. Szakemberek becslése szerint azonban elképzelhető, hogy kétszer ennyien vesztették életüket, a török lakossági nyilvántartás kezdetlegessége és megbízhatatlansága miatt nem pontosak az adatok. Több mint 43 000-en megsérültek, 214 000 lakóépület és 30 500 üzleti célú épület rongálódott meg, 20 000 épület összeomlott. A katasztrófa megmutatta, mennyire elavult és kezelhetetlen a török közigazgatási rendszer.

## Mentés és nemzetközi segítség
A földrengést követő 24 órán belül szinte semmilyen segítség nem érkezett, még a katasztrófaelhárítás sem mozdult, a tengerészetet nem mozgósították a polgári lakosság megsegítésére, Ankara csupán nyilatkozatokkal igyekezett megnyugtatni a lakosságot. Csak a magán mentőalakulatok siettek a helyszínre, magyar mentőcsapatok is részt vettek a mentésben (Gölcük, Yalova és Kocaeli területén). Görögország azonnal felajánlotta a segítségét, és nagy mennyiségű segélycsomagot indított útnak, amit azonban a török bürokrácia a határon többször is feltartóztatott, az egészségügyi miniszter pedig kijelentette, hogy Törökországnak nincs szüksége idegen segítségre. Mindezek ellenére a földrengés után mutatott görög segítőkészség közelebb hozta egymáshoz a görög-török kapcsolatokat. Összesen 21 ország mentőalakulatai vettek részt a mentésben. Az USAID 270 000 dollár értékben adományozott mentőfelszerelést a tűzoltóknak.
Ekkor lett híres Mancs, a mentőkutya, aki a miskolci Spider Special Rescue Team tagjaként vett részt a mentésben; leginkább az tette híressé, hogy egy hároméves kislányt ő talált meg a romok alatt.